# Carex sichouensis
Carex sichouensis är en halvgräsart som beskrevs av Pei Chun Qiong Li. Carex sichouensis ingår i släktet starrar, och familjen halvgräs. Inga underarter finns listade i Catalogue of Life.